# Landgericht Tirschenreuth
Das Landgericht Tirschenreuth war ein von 1810 bis 1879 bestehendes bayerisches Landgericht älterer Ordnung mit Sitz in Tirschenreuth im heutigen Landkreis Tirschenreuth. Die Landgerichte waren im Königreich Bayern Gerichts- und Verwaltungsbehörden, die 1862 in administrativer Hinsicht von den Bezirksämtern und 1879 in juristischer Hinsicht von den Amtsgerichten abgelöst wurden.
Im Jahr 1810 wurde im Verlauf der Verwaltungsneugliederung Bayerns das Landgericht Tirschenreuth errichtet. Dieses wurde dem Mainkreis zugeschlagen, dessen Hauptstadt Bamberg war.

## Landrichter
- Johann Baptist Anton Wimmer, Landrichter von 1842 bis 1856